# Tipptruck

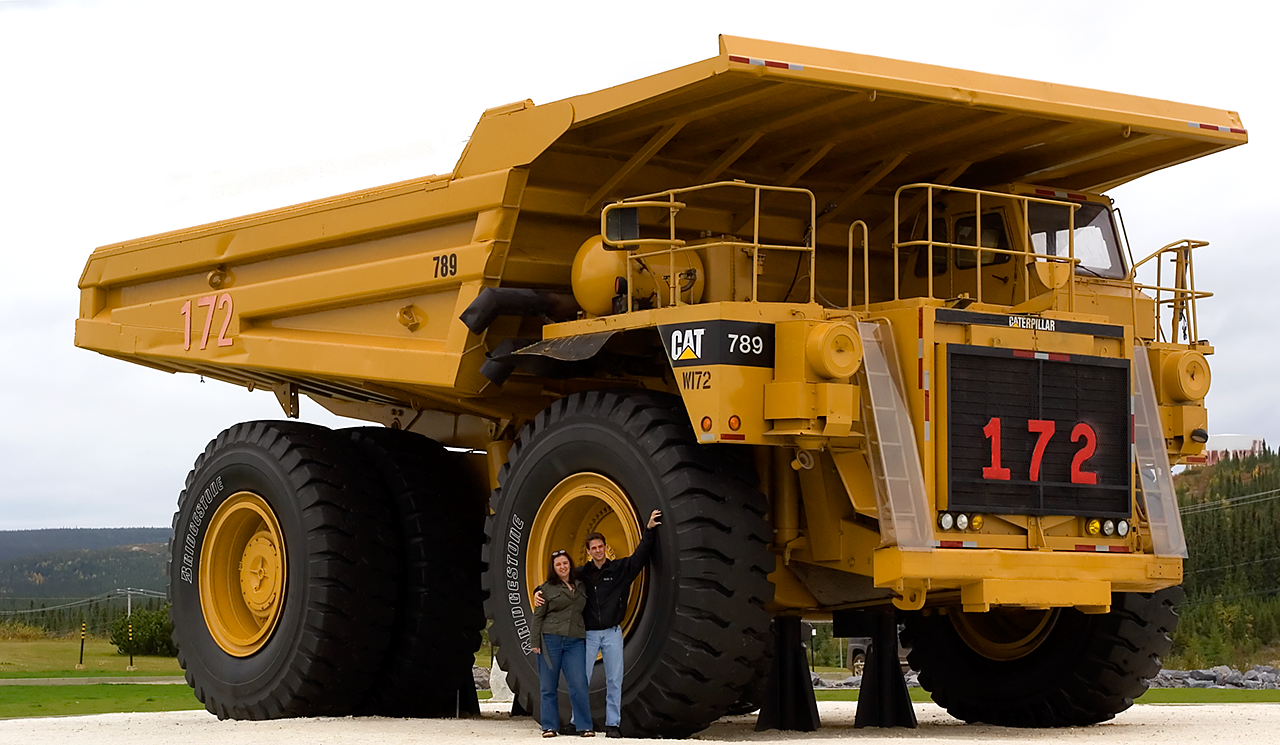
Tipptruck i Quebec, Canada, med människor som jämförelse

Tipptruck (även stel tipptruck och bergtruck) är en typ av anläggningsmaskin. Den är konstruerad för användning i gruvor och brytning av material som sker i stora volymer. Tipptrucken kan även användas för transport mellan olika platser. Vissa tipptruckar har flera axlar för att hantera den tunga last som ska förflyttas.

## Historia
Den första tipptrucken som producerades var Euclids Trac-Truk, år 1933. BelAZ lanserade sin första tipptruck, MAZ-525 år 1958. Caterpillar lanserar sin första tipptruck Caterpillar 769 år 1962. Komatsu lanserade sin första tipptruck, HD150 år 1953.

## Lastvikter
Stela tipptruckar tillverkas idag i storlekar med lastvikt på mellan 36 ton till 450 ton.

### Stenbrottsstorlek
De tipptruckar som används i stenbrott är vanligtvis av storlek mellan 36 ton och 91 ton.

### Ultraklass
De största tipptruckarna på mellan 272 ton och 450 ton benämns vanligtvis som ultraklass. 

## Tillverkare (nuvarande och historiskt)
- BelAZ
- Caterpillar
- Komatsu
- Landsverk
- Liebherr
- Volvo Construction Equipment
- XCMG